# Nuravad
Nuravad är en ort i Azerbajdzjan.   Den ligger i distriktet Lerik Rayonu, i den södra delen av landet, 220 km sydväst om huvudstaden Baku. Nuravad ligger 1 536 meter över havet och antalet invånare är 1 542.
Terrängen runt Nuravad är huvudsakligen kuperad, men åt nordväst är den bergig. Närmaste större samhälle är Lerik, 5,4 km öster om Nuravad. 
Trakten runt Nuravad består i huvudsak av gräsmarker. Runt Nuravad är det ganska tätbefolkat, med 60 invånare per kvadratkilometer.